# Altair BASIC
Altair BASIC (eller MITS 4K BASIC) ett programspråk i BASIC-dialekten; världens första programspråk till en persondator, skriven till Altair 8800. Det var också Microsofts första produkt, skriven av Bill Gates, Paul Allen och Monte Davidoff utan att ha tillgång till en Altair-dator.